# Sandon and Burston
Sandon and Burston es una parroquia civil del distrito de Stafford, en el condado de Staffordshire (Inglaterra).

## Geografía
Según la Oficina Nacional de Estadística británica, Sandon and Burston tiene una superficie de 16,21 km².

## Demografía
Según el censo de 2001, Sandon and Burston tenía 363 habitantes (49,59% varones, 50,41% mujeres) y una densidad de población de 22,39 hab/km². El 16,25% eran menores de 16 años, el 79,06% tenían entre 16 y 74, y el 4,68% eran mayores de 74. La media de edad era de 41,11 años. Del total de habitantes con 16 o más años, el 21,71% estaban solteros, el 64,8% casados, y el 13,49% divorciados o viudos.
Todos los habitantes eran blancos y la mayor parte (98,61%) originarios del Reino Unido. El resto (1,39%) había nacido en cualquier otro lugar salvo en los países europeos. El cristianismo era profesado por el 85,64%, mientras que el 10,5% no eran religiosos y el 3,87% no marcaron ninguna opción en el censo.
Había 152 hogares con residentes y 8 vacíos.